# Абдурахман Аккад
Абдурахман Аккад (араб. عبدالرحمن عقاد،, івр. עבדאלרחמן עקאד; 17 травня 1998 року, Алеппо, Сирія) — сирійський політичний блогер-гей, оратор і правозахисник Зараз він проживає в Берліні.

## Життєпис
Аккад народився в 1998 році в місті Алеппо на півночі Сирії в сім'ї сирійських мусульман єврейського походження, його матір звуть «Манал Аккад» його сім'я походить від євреїв-сефардів, які були змушені покинути Іспанію та Португалію в 1492 році та іммігрувати до Сирії, а потім прийняли іслам. Аккад має трьох братів і сестру, Аккад отримав лише середню освіту.
З ескалацією подій і громадянською війною в Сирії Аккад і його сім'я були змушені покинути Сирію в липні 2013 року, їх став переслідувати та розшукувати режим Асада.
24 липня 2020 року Аккад поділився його фотографією зі своєю сім'єю, офіційно оголосивши, що вони визнають його сексуальну орієнтацію і що вони його беззастережно люблять, а також оголосив про перемогу над звичаями, традиціями та суспільством Ця фотографія також вважається першою в своєму роді, де арабська сім'я публічно визнала сексуальну орієнтацію свого сина-гея.

Аккад і його батьки (2020)

## Активність у Німеччині
У наступні роки Аккад дав багато інтерв'ю кільком ЗМІ, насамперед німецьким та арабським, про свій досвід і свої політичні погляди. Особливо про ситуацію з гомосексуальністю і правами ЛГБТ на Близькому Сході, Аккад дав своє перше інтерв'ю німецькій газеті Bild і сказав, що не хоче залишатися в Німеччині через погрози, які отримав.

## Кінокар'єра
Аккад є відкритим гей-активістом у регіоні MENA, особливо в Сирії, і німецькі ЗМІ описували його як «ненависну фігуру» в арабському світі.

## Політичні погляди
Аккад є прихильником секуляризму, підтримуючи принцип відділення держави від релігійних установ. Будучи колишнім членом організації допомоги біженцям-атеїстам, Аккад допоміг багатьом атеїстам і ЛГБТ+ близькосхідним біженцям у Німеччині.
Історія Аккада була згадана під час сесії федерального уряду Федерального парламенту Німеччини з прав людини у 2020 році німецьким філософом Девідом Бергером після того, як Instagram забанив його обліковий запис через те, що він був геєм та загрози, яким він піддавався.
Аккад та його родина також були сильними противниками сирійського режиму, особливо після того, як невістка Аккада була застрелена режимним снайпером у 2012 році, що привело його брата до ухилення від армії та змусило всю його родину втекти з країни після сильного тиску з боку влади Асада.